# Haims
Haims – miejscowość i gmina we Francji, w regionie Nowa Akwitania, w departamencie Vienne.
Według danych na rok 1990 gminę zamieszkiwało 226 osób, a gęstość zaludnienia wynosiła 7 osób/km² (wśród 1467 gmin regionu Poitou-Charentes, Haims plasuje się na 774. miejscu pod względem liczby ludności, natomiast pod względem powierzchni na miejscu 139.).